# 오류동 전투
오류동 전투는 한국 전쟁 발발 초기인 1950년 6월 25일에 백선엽 대령이 이끄는 제1사단이 임진강과 합류되는 한강 북쪽의 개성에서 한강을 건너 김포 반도로 철수하게 됨에 따라 북한군이 이를 추격하여 반도에 상륙해 국군이 김포지구전투사령부를 급편해 6월 29일부터는 김포 비행장과 오류동 부근에서 벌인 결전이다.
이후 7월 3일에 한강 전투의 와해로 말미암아 오류동선에서 수원으로 철수하게 된다.

## 배경
6월 25일부터 치열하게 전개된 김포 반도 전투는 6월 28일까지 진행되지만 결국 북한군의 공세에 밀리게 되고 결국 6월 29일부터는 김포 비행장(당시 경기도 김포군 양서면)과 오류동(당시 경기도 부천군 소사읍 오류리)을 중심으로 치열한 방어전이 전개된다.

## 전투 과정

### 6월 29일
이날 김포지구전투사령부는 김포비행장 탈환을 위한 작전을 개시하기로 하였는데 오전 6시에 최복수 중령의 진두지휘 아래 소사 - 김포 도로를 따라 북진하여 공격개시선에 부대를 전개하였다.
그러나 그때 비행장 북쪽에서 교전의 총성이 들렸는데 그것은 새벽에 행주나루터부터 도하에 성공한 18연대가 비행장을 급습한 것이었다.
원래 18연대는 부평을 목포로 이동하였는데 옥녀봉(79고지, 개화산 서북쪽 4km)에서 북한군의 박격포가 막자 김포비행장 - 소사쪽으로 목표를 바꾸었던 것이다. 제18연대 2대대 5중대가 먼저 비행장 북단에서 철조망을 넘어 돌입한 뒤, 6, 7중대는 비행장 입구에서 돌격하게 되었는데 이때 B-29 편대가 비행장에 폭탄을 투하함으로써 순식간에 그 일대가 폭염으로 휩싸였다.
이 기회를 놓치지 않고 7중대는 외발산 동쪽으로, 6중대는 내언리 쪽으로 탐색한바 돌파구의 전개가 어렵다는 것을 알게 되었다. 이 무렵인 오전 10시 20분에 비행장에 돌입한 5중대가 북한군의 포로로 있던 국군들을 구출하여 본대와 합세하고 다시 대오를 가다듬어 기관총 2정을 중심으로 내언리 정면을 돌파하여 진로를 개척하였다.
비행장의 동북쪽에서 제 18연대의 혈전이 벌어지고 있을 무렵 김포지구전투사령부는 18연대가 머지막 돌파구를 뚫을 때인 10시 30분을 전후하여 비행장의 서남쪽으로 공격을 시작하였다. 그런데 공격에 앞서 공습이 있은 후의 적의 움직임을 살펴보고자 최복수 중령은 안영작 대위를 정찰차 내보낸 결과, 안 대위는 비행장 남쪽 1km의 안오쇠 부근에서 전사하였다.
그리하여 전투부는 기갑연대의 도보(徒步)대대로 하여금 장갑차의 엄호하에 동남쪽으로 돌입하도록 하고 제 22연대 3대대로서 안오쇠 부근의 북한군을 공격하도록 하고, 제12연대 2대대는 비행장의 서북쪽으로 우회케하여 적의 퇴로를 막게 하였다. 그러나 이러한 모든 작전은 아무런 전과도 못 올리고 사상자 숫자만 늘었고 결국 비행장 탈취작전은 무위로 끝나게 되었다.
이 전투 결과 참모장 최복수 중령을 비롯하여 제3전투대대장 강문헌 대위, 박영수 소위, 김수동 소위, 김일록 중위 등이 전사하였다.
또한 전투 패배의 책임을 통감한 사령관 우병옥 중령이 권총으로 자결함에 따라 김포전투사는 그 기반이 와해됨으로써 사실상 통합사령부 기능을 상실하게 되었다.
이에 시흥지구전투사령관인 김홍일 소장은 소사지역에 집결중인 제18연대장 임충식 중령으로 하여금 지역부대를 통합지휘토록 긴급조치하였다.

### 6월 30일
이제 전선은 비행장으로부터 한걸음 더 남하하여 소사 북쪽의 고지대에서 경인가도의 확보에 주력하게 되었다. 이 경인가도는 인천항의 생명선이기도 하거니와, 영등포쪽에서 한강방어선을 펴고있는 시흥사령부 주전부대의 측방엄호를 위해서도 필요했으며, 또 이의 확보 여부는 소사 동북쪽의 138고지(오류동 서북쪽 2km) - 원미산의 공방전승패 여부도 달려있었다.
이 날은 날이 새기도 전에 북한군은 비행장 - 소사간 도로를 따라 전차 2대의 엄호를 받으며 107고지의 후보생대대와 도보대대의 진지를 압박하기 시작하였다. 그리고 전차의 위세를 빌어, 138고지 - 시월리(원미산 북쪽 1.5km) 일대의 진지 일각을 수중에 넣게 되고, 소사 북쪽 2km까지 진출하게 되어, 경인가도가 백척간두에 서게 되었다.
이에 사령관 임충식 중령은 오전 9시에 중앙일선의 제 18연대 2대대로 하여금 138고지를 탈취케 하고, 좌일선 부대로 하여금 원미산 북쪽의 적을 공격하도록 했지만 그러나 그 공격은 북한군의 완강한 저항에 부딪혀 공격선두에서 지휘하던 제7중대장 이규대 중위가 전사하고 소대장 3명이 모두 부상을 입는 등 뜻을 이루지 못하게 되었다.
그런데 이날 오류동 - 소사지구에서의 위협을 느끼게 된 시흥사령관 김홍일 소장은 병력증강으로 전력의 강화를 도모하기로 하여, 제5사단 15연대장 최영희 대령을 새로이 김포사령관으로 임명하고, 시급히 제5사단 병력을 수습하여 경인가도를 고수하라는 명령을 내렸다.

### 7월 1일
밤 사이 증원부대를 오류동 - 소사간의 도로 남쪽에 전개한 최영희 대령은 이미 제공권이 미 공군의 수중으로 넘어갔다고 판단하여 시흥사령부가 목표로 하는 비행장은 확보할 가치가 없다고 생각하였다. 따라서 일차적으로 공격의 발판에 대한 요지 확보가 필요하다고 보아, 비행장 남쪽의 138고지 - 107고지를 확보하는데 주안을 두었다.
이에 공격부대의 유일한 중포화였던 81mm박격포는 138고지를, 장갑차의 37mm와 자동화력은 107고지를 각각 지원토록 화력을 안배하고 부평의 제1병기대대에서 보유중인 박격포탄을 오류동 일대의 경인가도 노상에 배치하게 하는 등 만반의 준비를 갖춘 다음 오후 1시에 공격하였다.
이 공격은 악조건이었음에도 불구하고 성공하였는데 장갑차의 엄호를 받아 나아간 좌일선의 제1대대가 오후 5시에 공병대대의 협력으로 107고지를 점령한 것을 선두로 하여 의외의 가벼운 저할항을 물리치고 각 목표를 수중에 넣게 되었다. 이리하여 이날 77고지 - 138고지 - 107고지선을 장악하게 됨으로써 경인가도의 위협을 제거하는 호전을 보이게 되었다.

### 7월 2일
최영희 대령은 전날 확보한 138고지 - 107고지선에서 여세를 몰아 한 걸음 더 나아가 북한군을 138고지 북쪽의 126고지 너머로 몰아냄으로써 북한군의 침략노선에 쇄기를 박아놓기로 결심하고 날이 밝자 제 15연대 2대대로 하여금 126고지를 공격하게 하였다.
이에 18연대의 2, 3 양 대대도 모두 전선에 투입되기에 이르렀으나 126고지 쪽에서 내민 적의 발길에 점차 138고지쪽으로 물러나게 되었다. 이렇듯 진전없는 공방전속에서 날이 접물고 소강상태로 접어들었다.

### 7월 3일
전날 밤부터 난지도 쪽으로 한강을 도하한 1개 연대 규모의 북한군이 오류동 정면으로 가세함으로써 위기를 맞게 되었다. 그런데 북한군은 공격에 앞서 비행장쪽에서 그들의 보병에 화력을 지원하던 전차 2대를 야음을 틈타 126 고지 남쪽으로 추진한 다음, 그로 하여금 고척동 서쪽 계곡을 따라 경인가도에 모습을 드러나게 되었고, 또한 전차에 태극기를 달어 국군을 혼란스럽게 만드는 작전도 구사하였다.
아침부터 공격을 시작한 북한군은 강북 북쪽의 신촌 부근에 자리잡은 적 중포로써 고척동 북근과 오류동 일대에 위협사격을 가하는 한편 비행장 부근에서 박격포로 138고지 일대에 화력을 집중하였다. 그리하여 적 포화에 전열이 분열되었고 적의 공격을 감당하기에 힘든 상황으로 전개되었다.
그런데 이 무렵인 오전 10시에 시흥사령부에서는 새벽에 적의 전차가 한강철교를 건너게됨으로써 혼성 제 7사단의 방어선이 무너지게 되어 시흥사령부의 철수도 힘들게 되었다. 이에 김홍일 소장은 '한강선이 적의 전차에 무너진 지금, 경인가도의 확보는 더 이상 필요치 않다. 따라서 이대로 시간만 끈다면 영등포 - 시흥도로에 적이 먼저 들어서게 되어 오류동쪽 김포사의 퇴로조차 잃을 것이다.'라고 판단하고 참모장인 박병권 대령을 오류동으로 급파하여 철수명령을 내렸다.
그리하여 이날 낮 대대별로 적과의 접촉을 일체 끊고 다시 철수길에 오르게 됨으로써 6월 27일에 북한군이 김포 반도에 상륙한 뒤로 1주일간 벌어졌던 지연전도 오류동에서 막을 내리게 되었다.

## 결과 및 영향
7월 3일 아침에 한강을 도하한 북한군의 전차와 오류동에서 들어온 그들이 합류하여 영등포를 석권하게 됨으로써 김포에서의 퇴각이 강요되었으며 이날 밤 자정 무렵에는 6대의 전차를 앞세운 1개 대대규모의 북한군이 경인가도를 따라 인천을 점령하게 됨으로써 경인가도의 이북지역은 이제 모두 적의 수중에 들어가게 되고 말았다.
이리하여 한강과 오류동의 방벽이 동시에 무너지자 북한군은 이날 중으로 선견대를 시흥(현재의 서울특별시 금천구)으로 진출하여 국군과의 접촉을 유지하는 가운데 주력은 영등포와 오류동 부근에서 전열을 다시금 가다듬는 듯 하였는데 그들이 경부국도를 따라 전차의 돌파전을 시도할 것이라는 점은 너무나도 명확한 사실이었다.
한편 오류동 전선에서 이탈케 된 김포사령부의 병력은, 일부는 소사에서 소래를 거쳐 서해안을 따라 곧장 수원으로 빠지기도 하고, 일부는 오류동에서 양지산(오류동 남쪽 6km)기슭을 타고 안양을 지향하였다.
그런데 김포사의 철수명령은 일선참호속의 각계 병사에게까지 모두 전해지지 못했기에 어떤 병사는 아직 그대로 진지일각을 지키고 있었고 또 어떤 병사는 명령을 듣고도 더는 물러설 수 없다하여 호속에 남아있다가 이 날 저녁 적의 전차가 경인가도를 횡횡하게 되자, 그제서야 혹은 그 전차의 틈 사이를 뚫고 남하하였으며, 혹은 인천으로 가서 마지막 철도편을 이용하여 수원으로 가기도 하였는데, 제12연대 2대대장인 한순화 소령 같은 사람은 인천에서 배를 얻어 보름동안이나 서해안을 표류한 끝에 군산에 오르기도 하였다는 것이다.
이리하여 이날 저녁 김포사령부의 주력이 안양 부근에 집결되면서 동사령부는 개편을 하게 되고, 제15, 18 양 연대가 연대별로 시흥사령관 김홍일 소장의 장악하에 들어가 덕안(안양 서북쪽 4km)부근의 안양저지선의 서쪽을 맡아, 또 다시 일전일퇴의 지연전을 벌이게 되었다.

## 참고 자료
- 용산 전쟁기념관